# Koordinatenschalter

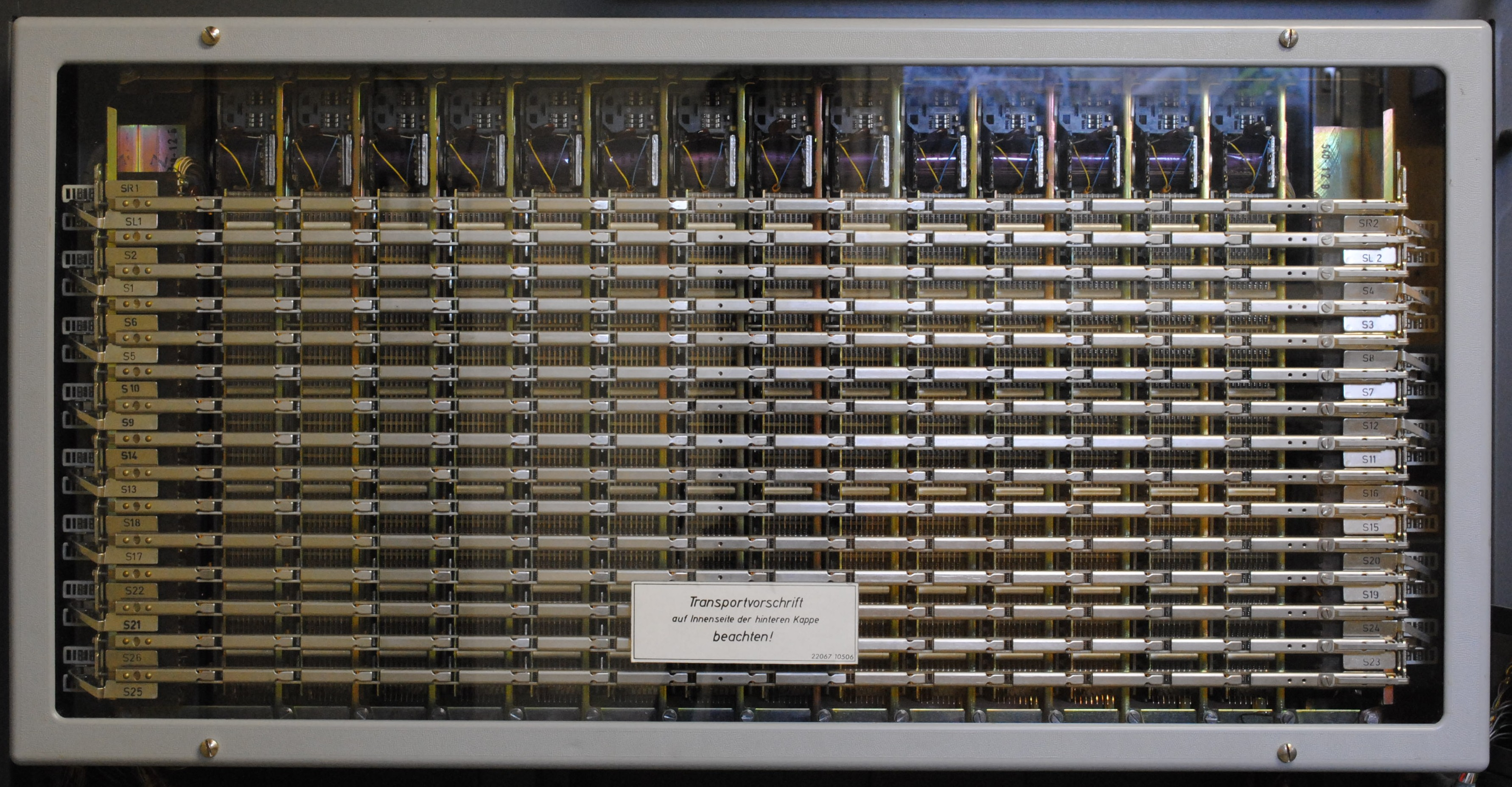
Koordinatenschalter in einer Telefonanlage „Großcitomat“ von SEL

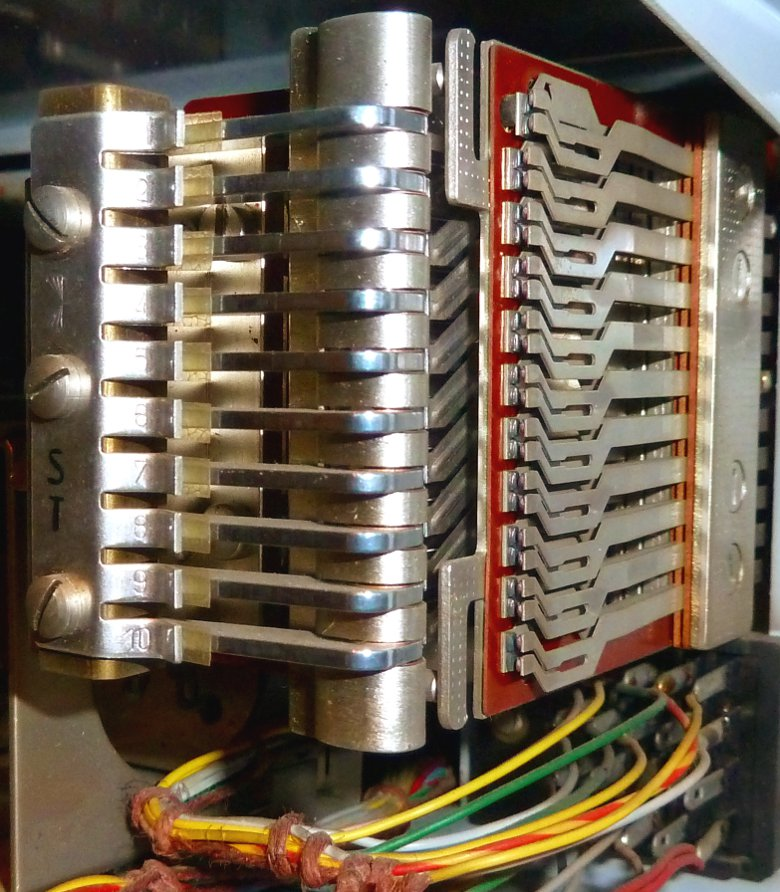
Zählmagnet

Der Koordinatenschalter ist ein elektromechanisches Bauteil der analogen Fernsprechvermittlungstechnik.
Ein Koordinatenschalter ist eine Art überdimensionales Relais mit einem System über Kreuz gelegter „Stangen“ und „Brücken“. Je nachdem, welche einzelnen Stangen- und Brückenmagnete im Koordinatenschalter angesteuert werden, schalten die in deren Kreuzungspunkt liegenden Kontaktsätze die gewünschte Verbindung durch. Dies stellt gegenüber dem Hebdrehwähler eine Verbesserung bei der Qualität der Fernsprechverbindung dar. Geräusche sind weitgehend verschwunden, der Wartungsaufwand ist für dieses mechanische Wählsystem gering.

## Einsatzbereiche
Die Entwicklung des Koordinatenschalters stammt aus den 1930er Jahren. Er wurde vor allem in der Fernsprechvermittlungstechnik der DDR eingesetzt. In der Bundesrepublik kam in den Vermittlungsstellen der Deutschen Bundespost der Edelmetall-Motor-Drehwähler (EMD-Wähler) zum Einsatz. In der BRD wurde zu Versuchszwecken die erste Vermittlungsstelle dieser Art im April 1955 in Beilstein (Knotenamtsbereich Heilbronn) eingeschaltet. Anschließend wurden weitere zwölf Vermittlungsstellen in Betrieb genommen. Im Knotenamtsbereich Bremerhaven wurden bis Ende 1959 weitere zehn Vermittlungsstellen mit Koordinatenschalter gebaut.
Bei Telefonanlagen war der Koordinatenschalter jedoch weit verbreitet. Seine solide Konstruktion (gekapselt in einem, mit einer Glasscheibe versehenen Stahlblechgehäuse) verlieh der Telefonanlage eine hohe Zuverlässigkeit bei minimalem Wartungsaufwand.

## Funktionsweise
Koordinatenschalter dienten der Durchschaltung von Fernsprechverbindungen in sogenannten „indirekt“ gesteuerten Vermittlungssystemen, d. h. die Wählimpulse, die der rufende Teilnehmer mit seiner Wählscheibe sendete, stellten „nicht direkt“ einen Wähler (wie z. B. beim EMD-System) in die gewünschte Position ein, sondern sie wurden erst von einem Spezial-Relais, dem Zählmagneten abgezählt. Dieser Zählmagnet besaß zehn kleine Anker, war sehr kompakt konstruiert (Platzbedarf von zwei Flachrelais 48), arbeitete nach dem Prinzip des Haftrelais und konnte so bis zu zehn Impulse, das entspricht der Ziffer „0“ auf der Wählscheibe, „abzählen“. In den Vermittlungssystemen der DDR (z. B. ATZ64, S65, MSN70) wurden anstelle des Zählmagneten Zählketten aus Flachrelais 48 aufgebaut.

Erst nach Ende der Wahlinformation für diese Wahlstufe wurden dann die entsprechenden Stangen- und Brückenmagnete des Koordinatenschalters eingeschaltet und so der im Kreuzungspunkt liegende Kontaktsatz aktiviert. Dazu befinden sich an den Stangen sogenannte Markierfedern. Das sind federnd gelagerte dünne Stifte (siehe Bilder Koppelpunkt). Die Stangen werden je nach herzustellender Verbindung durch die seitlich angeordneten Elektromagneten entweder etwas nach oben oder unten gedreht. Dadurch kippen die Markierfedern in Öffnungen zwischen den Brücken (senkrechte Stangen) und den Steg (Steuerplättchen aus Kunststoff für die Kontakte). Danach wird der Elektromagnet der entsprechenden Brücke aktiviert, wodurch die Stange in Richtung Steg und Kontaktsatz kippt. Durch die nun zwischen Brücke und Steg eingeklemmte Markierfeder betätigt der Steg die Kontakte. Abschließend geht die Stange wieder in ihre Ausgangsposition, wobei die Verbindung bestehen bleibt, weil die Markierfeder am Kontaktpunkt eingeklemmt ist. Das Auslösen der Verbindung erfolgt durch Freigeben der Brücke, wodurch der Kontakt am Kreuzungspunkt geöffnet wird und die Nadel wieder in ihre Ruheposition federt. Ein Nachfedern wird durch ein Dämpfungsglied auf der Markierfeder (zumeist lose aufgestecktes Kunststoffteil) minimiert.

Nach Einstellen einer Verbindung ist lediglich die eine Brücke belegt, auf anderen Brücken können weitere Verbindungen eingestellt werden.

## Bilder

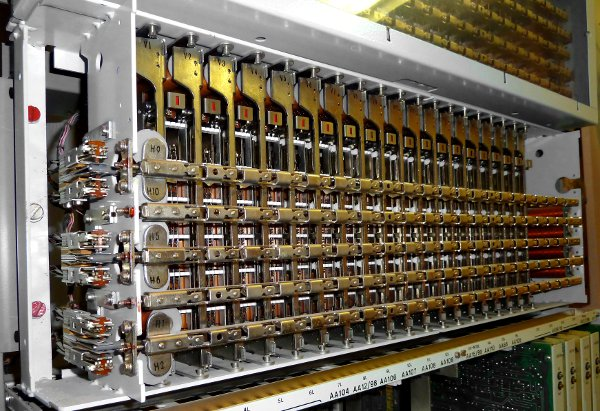
Koordinatenschalter Gesamtansicht
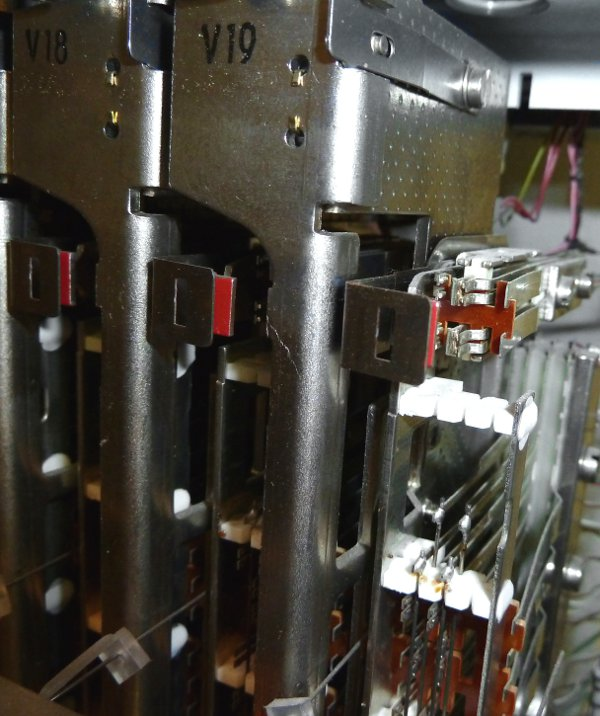
Koordinatenschalter Koppelpunkt
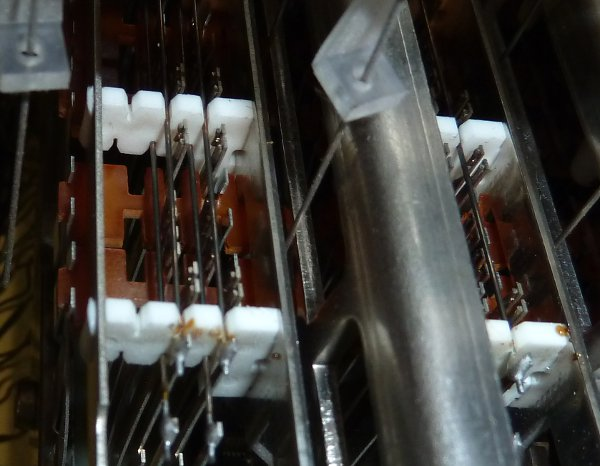
Einzelheit eines Koordinatenschalter Koppelpunkt